# Tupou al VI-lea
Tupou al VI-lea (ʻAhoʻeitu ʻUnuakiʻotonga Tukuʻaho Tupou VI; n. 12 iulie 1959) este rege al Tonga. Este fratele mai mic al ultimului rege George Tupou al V-lea. A fost oficial confirmat de fratele său la 27 septembrie 2006 ca moștenitor prezumptiv al tronului deoarece regele nu avea copii legitimi.

## Biografie
S-a născut ca al treilea fiu și cel mai mic copil al regelui Tāufaʻāhau Tupou al IV-lea. A fost educat la Cambridge în perioada 1973-1977. Și-a început cariera militară alăturându-se marinei în 1982; a devenit locotenet comandant în 1987.
În 1998 și-a încheiat cariera militară pentru a face parte din guvern, inițial ca ministru al apărării și ca ministru de externe în același timp din octombrie 1998 până în august 2004. A preluat aceste posturi de la fratele său mai mare Tupoutoʻa, la acel moment prinț moștenitor al tronului. Curând, la 3 ianuarie 2000, a fost numit prim ministru, funcție pe care a deținut-o până la brusca sa demisie la 11 februarie 2006, pentru un motiv care nu a fost clar, dar probabil a fost din cauza tulburărilor din țară de la mijlocul anului 2005; o serie de proteste pro-democrație au cerut un rol mai mic al familiei regale în guvernare.
În 2008 ʻAhoʻeitu a fost numit primul Înalt Comisionar pentru Australia, post pe care l-a deținut până la ascensiunea sa pe tronul tongalez în 2012.